# Tratado de Amizade, Relações Econômicas e Direitos Consulares
O Tratado de Amizade, Relações Econômicas e Direitos Consulares entre os Estados Unidos e o Irã foi assinado em Teerã em 15 de agosto de 1955, recebeu o consentimento do Senado dos EUA em 11 de julho de 1956 e entrou em vigor em 16 de junho de 1957. O tratado foi registrado pelos Estados Unidos nas Nações Unidas em 20 de dezembro de 1957. Os textos oficiais estão em inglês e persa. É selado pelos plenipotenciários Selden Chapin (EUA) e Mostafa Samiy (Irã). O Tratado serviu como base jurisdicional para várias disputas jurídicas internacionais entre os Estados Unidos e o Irã. Em outubro de 2018, os Estados Unidos notificaram que se retirariam do Tratado após o uso do Tratado pelo Irã como base para contestar a imposição de sanções pelos EUA sob o Plano de Ação Abrangente Conjunto (JCPOA) no caso de alegadas violações.